# ورزشگاه کوتو پرییرا
ورزشگاه کوتو پرییرا (انگلیسی: Estádio Couto Pereira) یک ورزشگاه فوتبال در کوریتیبا در کشور برزیل است که به عنوان ورزشگاه خانگی باشگاه فوتبال کوریتیبا شناخته می‌شود.